# Mark Miller
Claude Herbert Miller Jr. (Houston, Texas, 20 de noviembre de 1924-Santa Mónica, California, 9 de septiembre de 2022), mejor conocido por su nombre artístico Mark Miller, fue un actor, guionista y productor de cine estadounidense. Es mejor conocido por sus papeles como Bill Hooten en Guestward, Ho!, como Jim Nash en la serie de televisión Please Don't Eat the Daisies y como Alvie en la película que escribió y produjo, Savannah Smiles.

## Biografía y carrera
Miller nació en Houston, Texas. Se graduó en la Academia Estadounidense de Arte Dramático de Nueva York en 1952. Después de graduarse, fue elegido inmediatamente para participar en la reposición de The Philadelphia Story en Newport, Rhode Island, en el Casino Playhouse. Más tarde, coprotagonizó junto a Joanne Dru y J. Carrol Naish desde 1960 hasta 1961 la comedia de ABC Guestward, Ho!, la historia de una familia de Nueva York llamada "Hooten" que se muda a Nuevo México para abrir un rancho turístico.
Miller apareció como estrella invitada en numerosas series de televisión, incluida la serie Western The Tall Man de NBC, junto con Barry Sullivan y Clu Gulager. Tuvo un papel en la película Youngblood Hawke (1964), y apareció en la serie de ABC de Jack Lord, Stoney Burke.

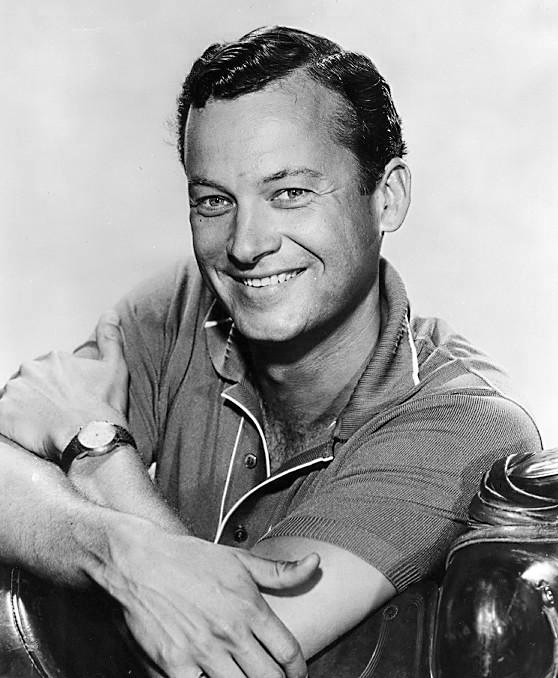
Miller en 1960

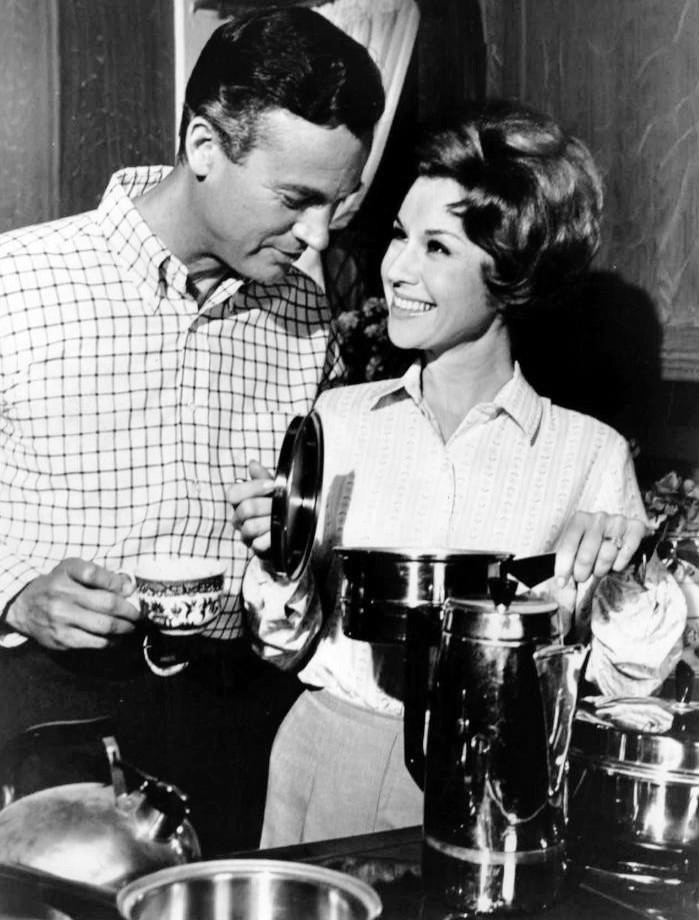
Miller y Pat Crowley en Please Don't Eat the Daisies (1966)

Entre 1965 y 1966, interpretó al profesor universitario Jim Nash, el papel principal junto a Patricia Crowley, en la comedia televisiva Please Don't Eat the Daisies, basada en la película teatral protagonizada por Doris Day y David Niven.
Desempeñó varios papeles en numerosos programas de televisión, incluidos The Millionaire, Gunsmoke, Marcus Welby, MD, The Andy Griffith Show, General Hospital y I Dream Of Jeannie. De 1969 a 1970, Miller interpretó el papel de Ross Craig en la serie de televisión The Name of the Game de NBC. Protagonizó un episodio de 1962 de Alfred Hitchcock Presents llamado "Apex", en el que interpreta a un hombre mujeriego que intenta matar a su esposa. En 1973, apareció en un episodio del drama criminal de ABC Griff de Lorne Greene.
Al año siguiente escribió, produjo y apareció en la película Ginger in the Morning, protagonizada por Sissy Spacek. También apareció en las películas Mr. Sycamore (1975) y Dixie Dynamite (1976).
Miller produjo y protagonizó la película Savannah Smiles de 1982, para la que también escribió la historia y el guion. Un año antes, en 1981, protagonizó junto a Slim Pickens la película Christmas Mountain.

## Vida personal y muerte
En diciembre de 1959, Miller se casó con la diseñadora de vestuario y publicista Beatrice Hudson Ammidown. La pareja tuvo tres hijas: Marisa Miller, Penelope Ann Miller y Savannah Miller. Las dos hijas mayores se convirtieron en actrices. El cabello rubio rizado de la hija menor, Savannah, le dio a Miller la idea inicial para la película Savannah Smiles, y terminó teniendo un pequeño papel en ella también. La pareja se divorció en 1975.
Miller se volvió a casar en 1976 con la actriz Barbara Stanger. Ambos coescribieron el guion de la película de 1995 Un paseo por las nubes, protagonizada por Keanu Reeves y Anthony Quinn, y dirigida por Alfonso Arau. La pareja se divorció en 1998. Miller tuvo seis nietos.
Miller se retiró de Hollywood a finales de la década de 1990, y se mudó a Taos, Nuevo México junto con su esposa. En 2010, escribió la obra Amorous Crossings, que protagonizó Loretta Swit y se estrenó en el Teatro Alhambra de Jacksonville, Florida. La obra estuvo en cartelera durante cuatro semanas y las entradas se agotaron. En 2014, regresó a Los Ángeles, donde formó la compañía de producción Gypsy Moon Entertainment, y continuó escribiendo guiones.
Miller murió en Santa Mónica, California, el 9 de septiembre de 2022, a la edad de 97 años.

## Filmografía
| Año       | Título                       | Papel               | Notas                                   |
| --------- | ---------------------------- | ------------------- | --------------------------------------- |
| 1957      | Blonde in Bondage            | Larry Brand         |                                         |
| 1959      | Gunsmoke                     | Frank Paris         | 1 episodio                              |
| 1962      | Alfred Hitchcock Presents    | Claude Shorup       | 1 episodio                              |
| 1963      | The Hook                     | Teniente D.D. Troy  |                                         |
| 1964      | Youngblood Hawke             | Ross Hodge          |                                         |
| 1965-1966 | Please Don't Eat the Daisies | Jim Nash            |                                         |
| 1969-1970 | The Name of the Game         | Ross Craig          |                                         |
| 1974      | Ginger in the Morning        | Charlie             | También productor ejecutivo y escritor. |
| 1975      | Mr. Sycamore                 | Reverendo Fletcher  |                                         |
| 1976      | Dixie Dynamite               | Tom Eldridge        |                                         |
| 1981      | Christmas Mountain           | Gabe Sweet          | También escritor                        |
| 1982      | Savannah Smiles              | Alvin "Alvie" Gibbs | También productor y escritor            |